# Geo Verbanck
Geo (Georges) Verbanck (Gand, 28 février 1881 - Aartselaar, 12 décembre 1961) était un sculpteur et médailleur belge.

## Biographie
Geo Verbanck est né à Gand le 28 février 1881. Il a passé sa jeunesse dans un foyer d'accueil à la campagne à Laarne. À l'âge de 14 ans, il dut aller travailler à Gand.
Il acquit sa première expérience professionnelle en tant qu'apprenti dans l'atelier de Petrus Pauwels-D'Hondt, un sculpteur et ébéniste d'art qui produisait du mobilier de style et d'église. C’est là qu’il apprend les premières techniques de la sculpture sur bois.
Après le décès de Pauwels-D'Hondt en 1896, le jeune Verbanck poursuit son apprentissage chez Aloïs De Beule, qui possède un atelier de produits artisanaux. L'atelier propose un large éventail d'œuvres d'art telles que des crucifix, des chemins de croix, des sculptures allégoriques, des pierres tombales et des bustes. Tout comme ses contemporains Léon Sarteel et Oscar Sinia, Geo Verbanck acquerra ici la maitrise de la taille directe de différents matériaux, et la base de ses compétences artisanales.
Suivant les conseils de De Beule, Verbanck décide de s’inscrire à l' Académie royale des beaux-arts de Gand. De 1898 à 1904 il y suit entre autres les classes de Jean Delvin et Louis Pierre Van Biesbroeck qui ont eu un impact significatif sur son développement artistique. De 1905 à 1906, il suivra des cours à l'Académie royale des beaux-arts de Bruxelles chez Charles Van der Stappen.
En 1909, Verbanck participe au concours national de sculpture, le “Prix de Rome”. Classé premier lors des épreuves préliminaires, il obtient le deuxième prix pour sa sculpture Orphée .
Entretemps sa notoriété ne cesse d’augmenter, notamment grâce à sa participation à des expositions nationales et internationales.
Début juillet 1912, il se voit attribuer la commande pour la création du Monument en l'honneur des Frères Van Eyck à Gand, en collaboration avec  Valentin Vaerwyck, qui était chargé de la conception architecturale. Le monument, qui fit l‘objet d’une souscription internationale, fut inauguré le 9 août 1913 par le roi Albert à l’occasion de l'exposition universelle, en présence d’un public très nombreux. L’accueil favorable réservé à cette œuvre, marqua une étape décisive dans la carrière de l’artiste.
Tout au long de sa carrière Verbanck a partagé sa connaissance technique et sa vision artistique. Il a enseigné à l'académie de Termonde, de 1911 à 1927. En 1924 il fut en outre nommé professeur à l’Académie royale des beaux-arts de Gand où il enseigna jusqu'à sa retraite en 1941. De 1935 à 1937, il en assuma également la direction intérimaire.
De nombreux artistes eurent l’occasion de se perfectionner dans son atelier.
En 1941 l'état belge lui décerna le “Grand prix des arts plastiques ”pour l'ensemble de son œuvre.
Verbanck poursuivra son activité artistique jusqu'à sa mort en 1961.
Il était membre de l'association Kunst en Kennis.

## Style
Verbanck est considéré comme l'un des derniers sculpteurs classiques. Sa formation artisanale très poussée lui a permis de maitriser tous les matériaux. Le granit, la pierre d’Euville, le marbre, l'ivoire et les différentes sortes de bois n’avaient pas de mystères pour lui.
Sa formation à l'académie de Gand et de Bruxelles, lui ont permis de développer ce style figuratif si caractéristique, où priment la pureté, l’équilibre harmonieux et un sens aigu des proportions.
A l'origine, ses créations étaient encore influencées par les lignes courbes de l’art nouveau. Dans l’entre-deux-guerres ses sculptures vont progressivement évoluer vers l’expression plus linéaire et angulaire de l'art déco. Après la Seconde Guerre mondiale, son style va évoluer vers plus de douceur et de rondeur.
Dans son œuvre libre, la femme, l'enfant et la famille sont ses thèmes de prédilection.

## Œuvre
Geo Verbanck a reçu de nombreuses commandes publiques: des monuments, notamment des monuments commémoratifs de guerre, ainsi que des décorations de bâtiments.
Les commandes privées étaient principalement constituées de monuments funéraires et de portraits (bustes, portraits et médaillons).
Verbanck fut un médailleur reconnu ; plus de 30 médailles d’art ont été conçues par lui.

### Monuments
- Monument en l'honneur des Frères Van Eyck (1912) – Gand, Geraard de Duivelhof
- Frise “La justice” (1955 à 1961) – Gand, l'ancien palais de justice

Monuments commémoratifs de guerre
- Moerbeke (1920), Bevrijdersstraat , la Première Guerre mondiale
- Lebbeke (1921), Grote Plaats s/n, la Première Guerre mondiale
- Lotenhulle (1921), Heilige Kruiskerk, la Première Guerre mondiale
- Termonde (1924), Heldenplein, la Première Guerre mondiale
- Grimde (1928), la Nécropole du Sint-Pieterskerk, la Première Guerre mondiale
- Roulers (1945), O-L-Vrouwmarkt, la Deuxième Guerre mondiale
- Renaix (1952), A. Depoortereplein, la Deuxième Guerre mondiale

À Gand, Verbanck réalise cinq mémoriaux après la Première Guerre mondiale en 1920(3), 1922, 1923 et un mémorial après la Deuxième Guerre mondiale en 1955.

### La décoration de bâtiments
Geo Verbanck croyait en la complémentarité harmonieuse entre l'architecture et la sculpture. Il a été membre du mouvement artistique l'Art monumental”.
Des architectes renommés tels que Valentin Vaerwyck, Oscar Van de Voorde, Jules Van den Hende, Gust Desmet , Jan-Albert De Bondt, Jean Hebbelynck et Geo Bontinck ont fait appel à Geo Verbanck pour l'intégration de la sculpture dans l'architecture.
- Ancien hôtel des postes (1912), Gand - Korenmarkt, 5 statues symbolisant les 5 continents.
- Banque du Travail (1922), Gand – Volderstraat, Bas-reliefs et des groupes de statues
- Palais de justice (1920-1924), Termonde, Bas-reliefs à l'extérieur et le hall d'entrée, portail tribunal pour enfants
- Palais du Centenaire (1935), Laeken, La statue “Les arts”
- Faculté de médecine vétérinaire de l'Université de Gand (1937), Gand - Coupure rechts, Bas-reliefs
- Maison provinciale (1957), Gand - Gouvernementstraat, Le portail et des bas-reliefs

### Monuments funéraires/ Sépultures artistiques
Verbanck était un artiste fort apprécié pour sa conception de monuments funéraires. On retrouve toutes les formes de sépultures allant de portraits en médaillon, bustes, bas-reliefs à des statues.
On trouve des sépultures faites par Verbanck sur les cimetières de Gand (Westerbegraafplaats, Campo Santo, Gentbrugge, Zuiderbegraafplaats), de Lokeren, Moerbeke, Ixelles, Laeken et Ostende.

### Portraits - bustes et médaillons
Verbanck avait une excellente réputation comme portraitiste. Dans de nombreux bustes et médaillons il atteint une expressivité intense avec une dimension psychologique approfondie. Il fait des portraits entre autres de Cyriel Buysse, Jozef De Coene, Joseph Horenbant, Valentin Vaerwyck et Gustave Magnel.

### L'art appliqué
Geo Verbanck était un fervent pratiquant des arts décoratifs. Il a créé entre autres des coupes de challenge, des coffrets à bijoux, des horloges, des serre-livres et un bouchon de radiateur pour des voitures de luxe .
Digne de mention est sa collaboration intense au cours de l'entre-deux-guerres, avec Les Ateliers d'Art de Courtrai - De Coene Frères, pour lequel il a créé un certain nombre d’objets d’art en bronze, comme des appliques pour des meubles et des portes. Il a aussi crée des bas-reliefs et petites statues pour la décoration d'intérieurs.

### Médailles
Le catalogue des médailles de Geo Verbanck contient 34 médailles d’art. L'influence de l'art nouveau et l'art déco est clairement visible.

## Les étudiants
- Jan Anteunis (1896-1973)
- Roger Bracke (1913-1993)
- Aimé De Martelaere (1914-1992)
- Prosper Haeck (1902-1993)
- Robert Heylbroeck (1901–1962)
- Bert Servaes (1909–1994)
- André Taeckens (1909-1965)
- Gustave Van den Meersche (1891-1970)
- Willy Van Huyse (1911-1993)
- Frans Van Ranst (1906-1987)
- Geo Vindevogel (1923-1977)

## Anecdote
Geo Verbanck et l’architecte Valentin Vaerwyck étaient des voisins qui vivaient près du carrefour “De Sterre” à Gand. Leurs maisons, qui sont du patrimoine classé, ont été construites par Vaerwyck, les décors sont réalisés par Verbanck.

## Galerie de photos

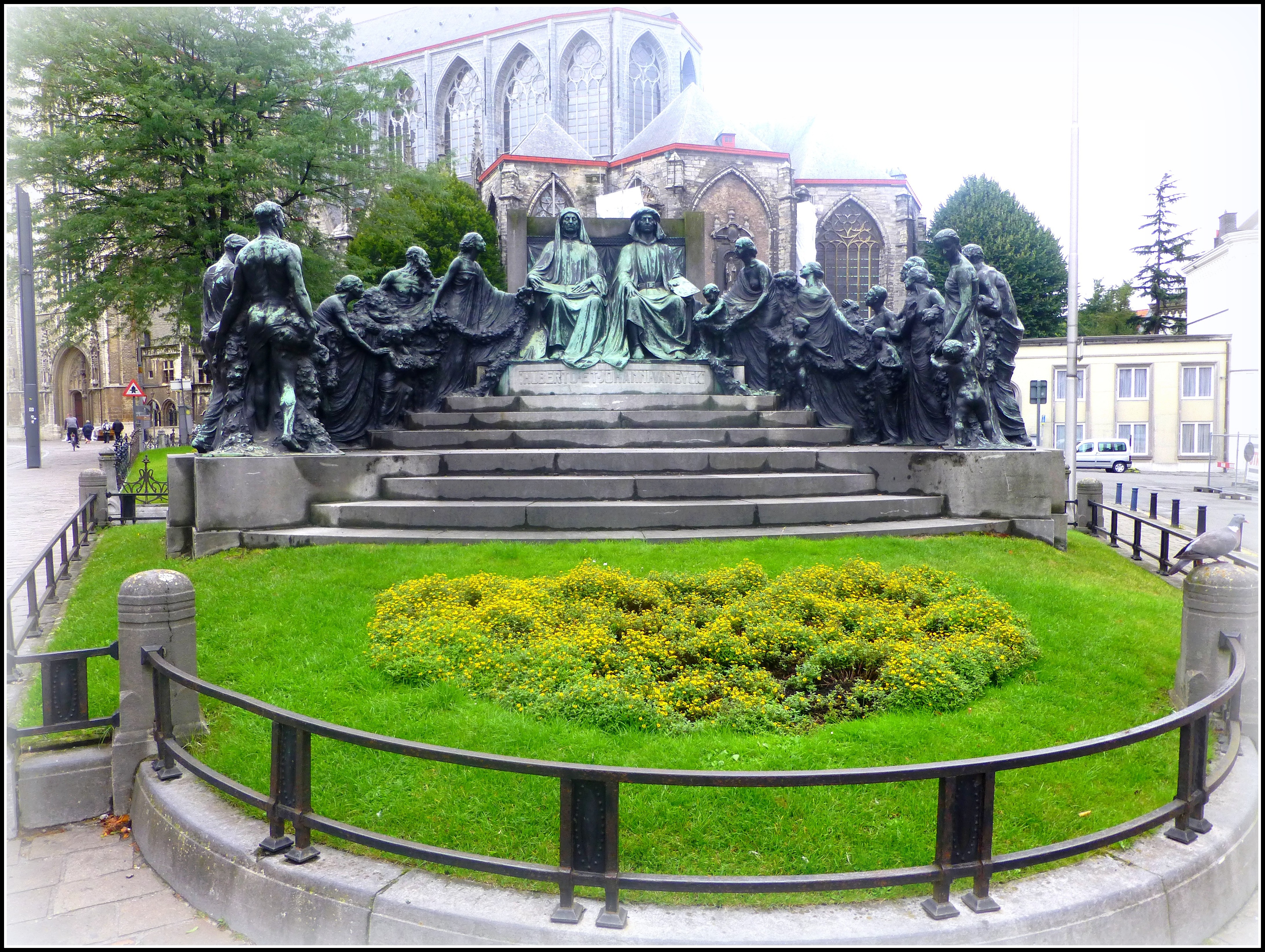
Monument en l'honneur des Frères Van Eyck Gand
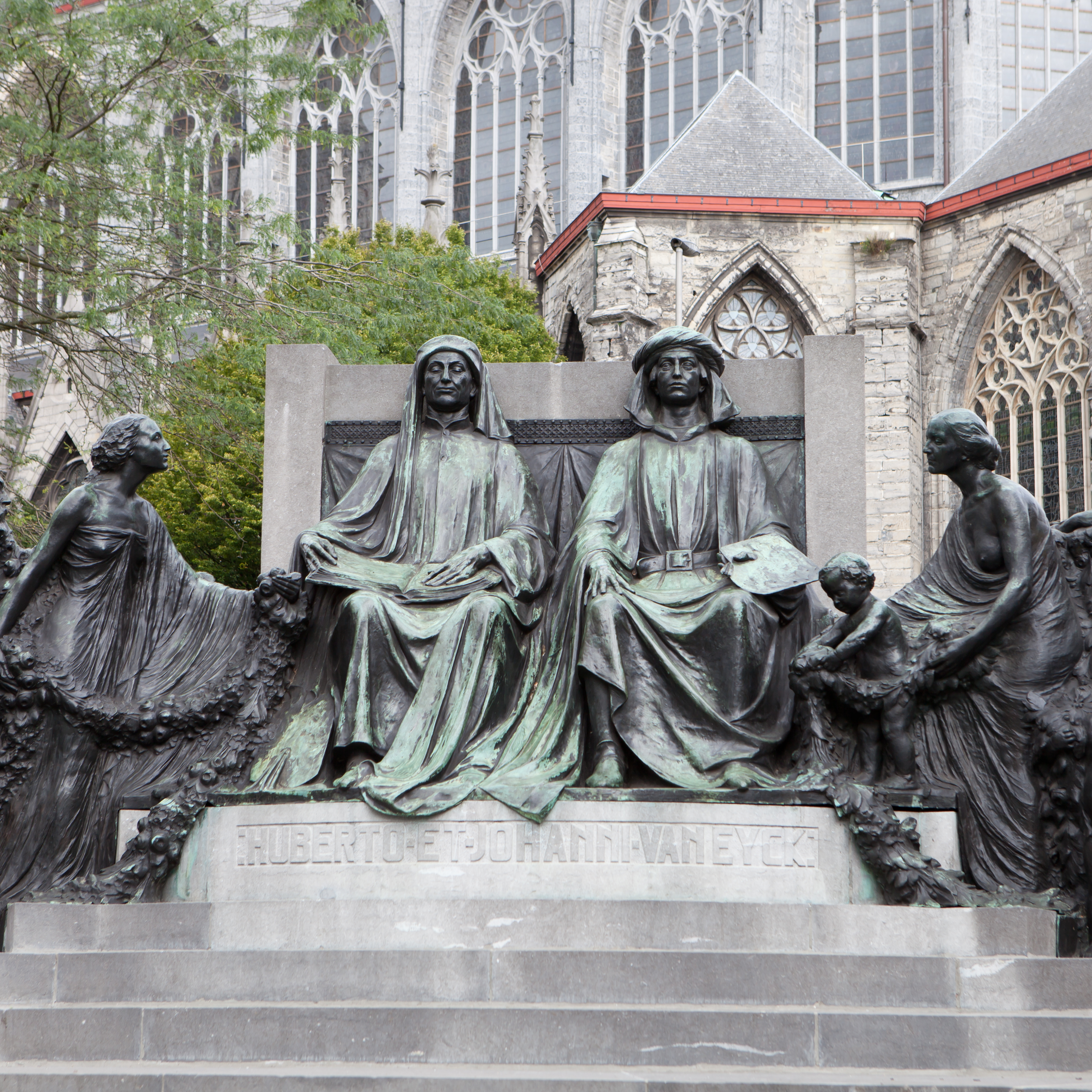
Monument en l'honneur des Frères Van Eyck à Gand
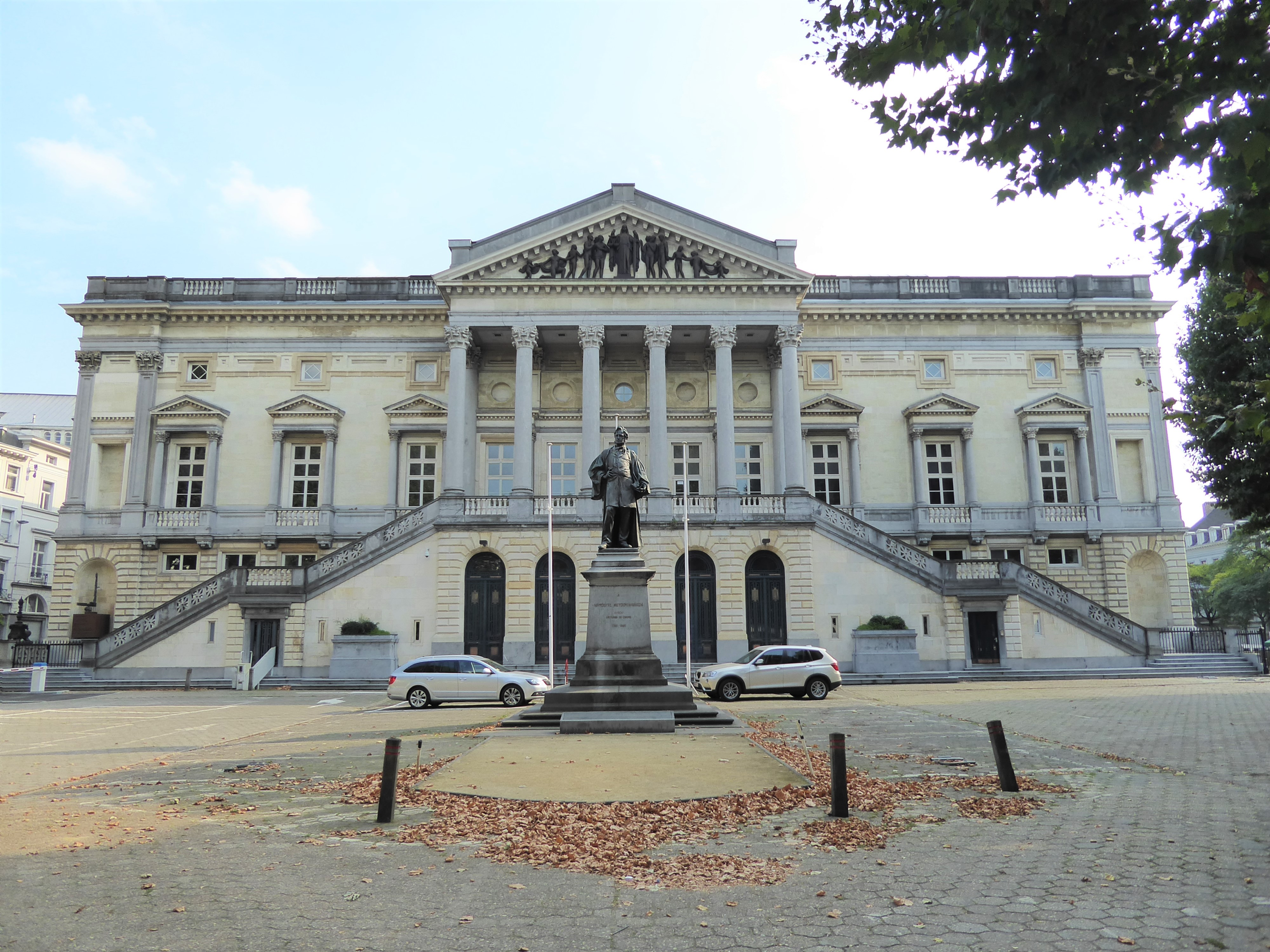
Frise “La justice” Gand, l'ancien palais de justice
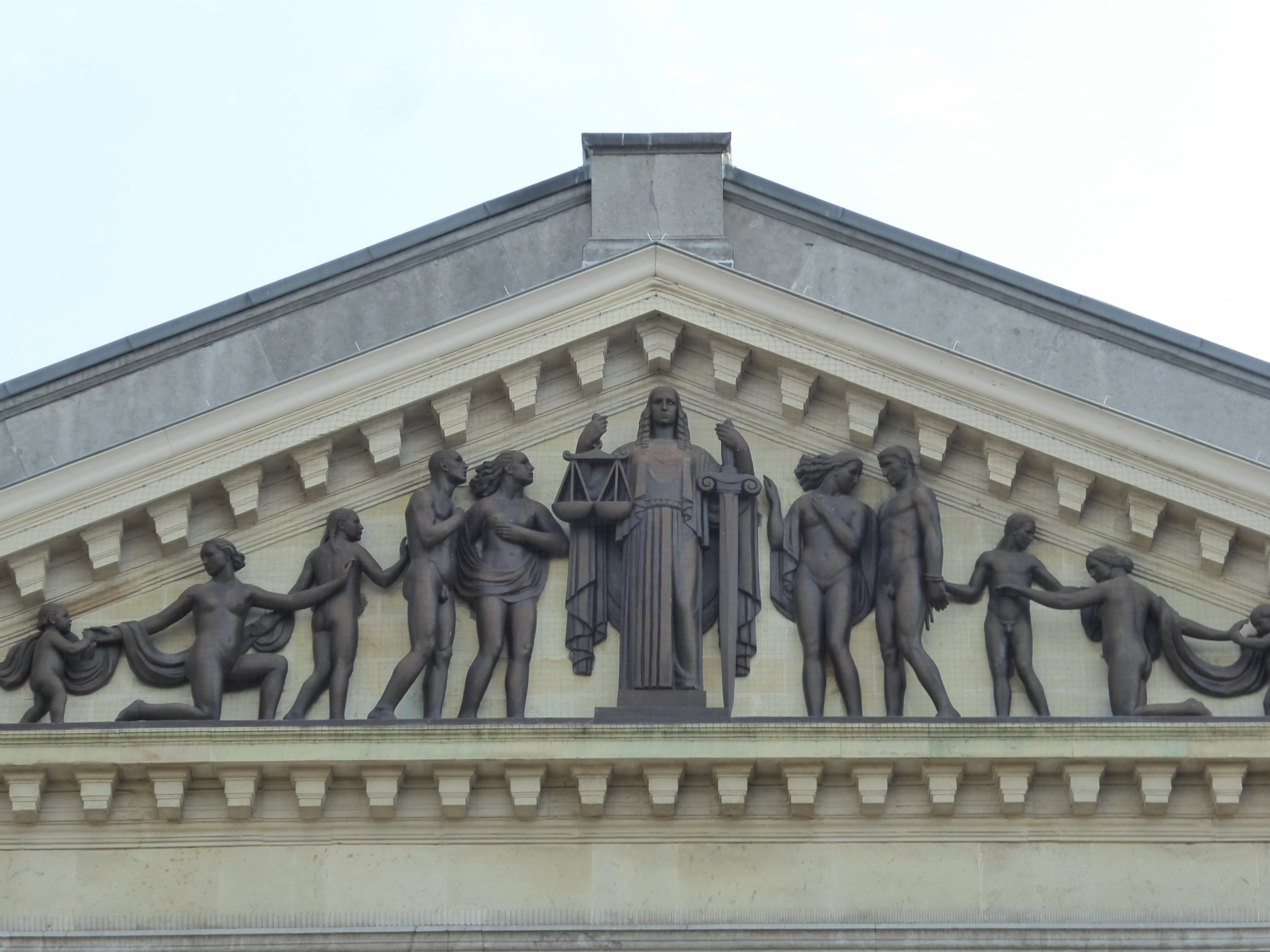
Frise “La justice” Gand, l'ancien palais de justice
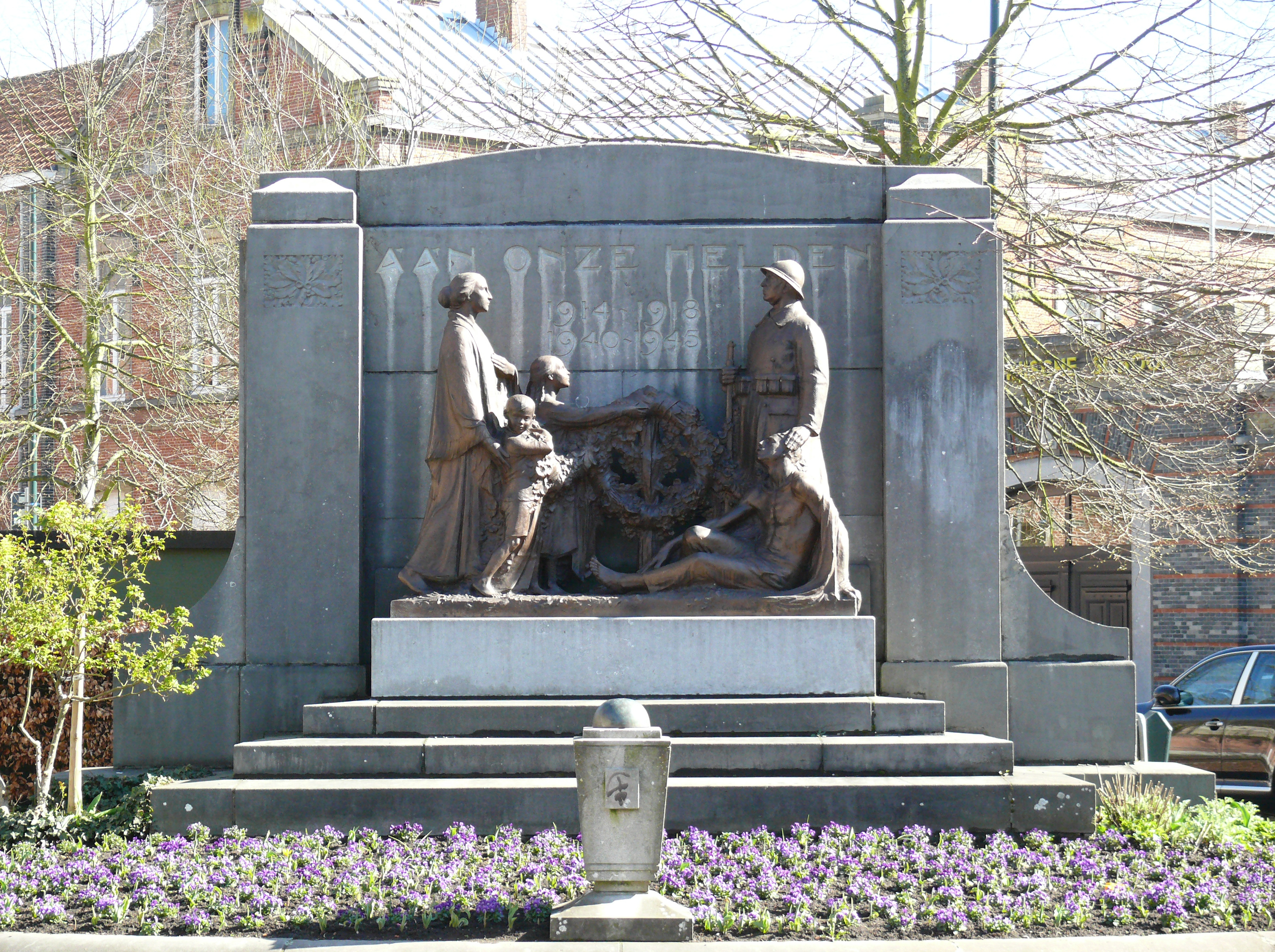
Monument commémoratif de guerre Termonde
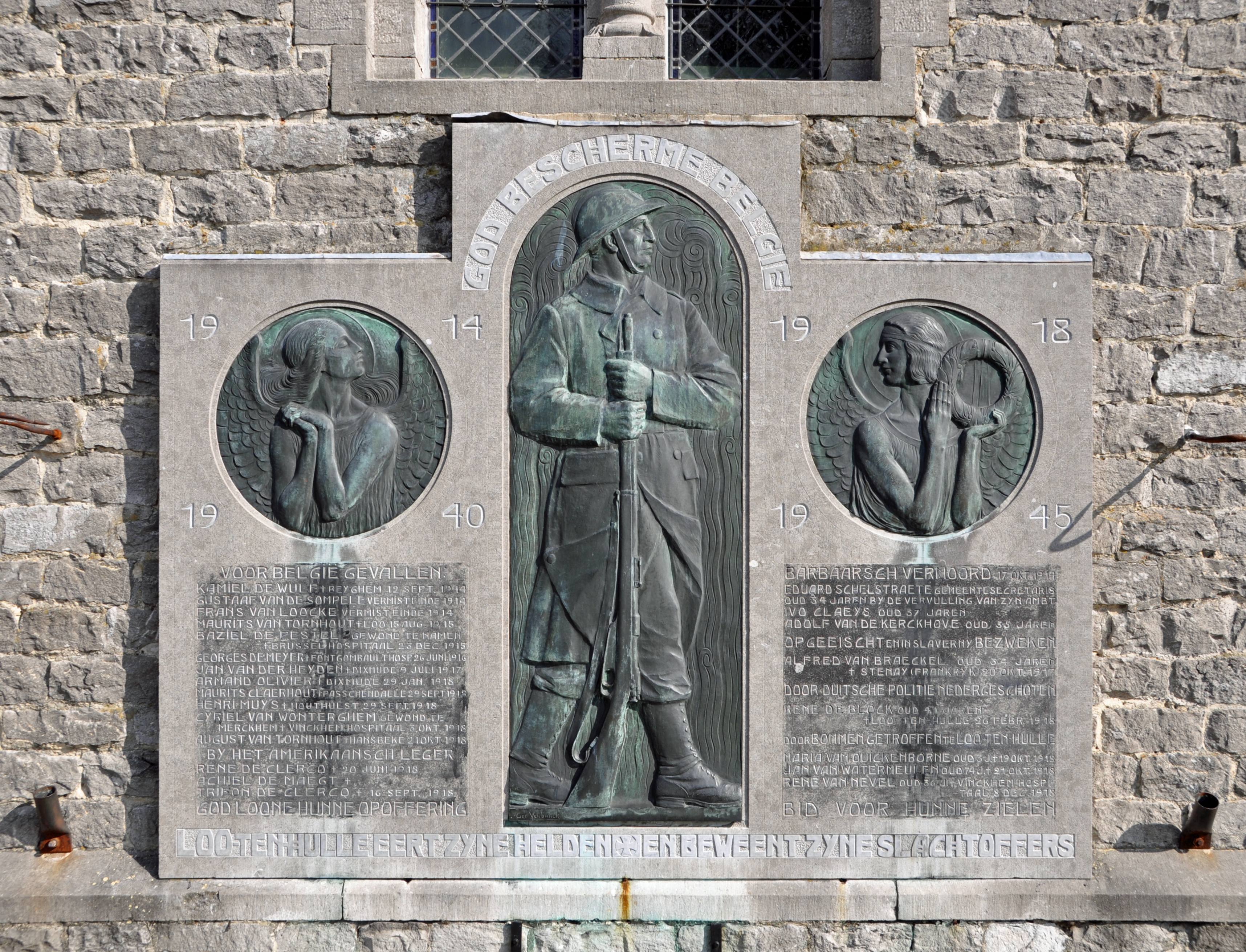
Monument commémoratif de guerre Lotenhulle
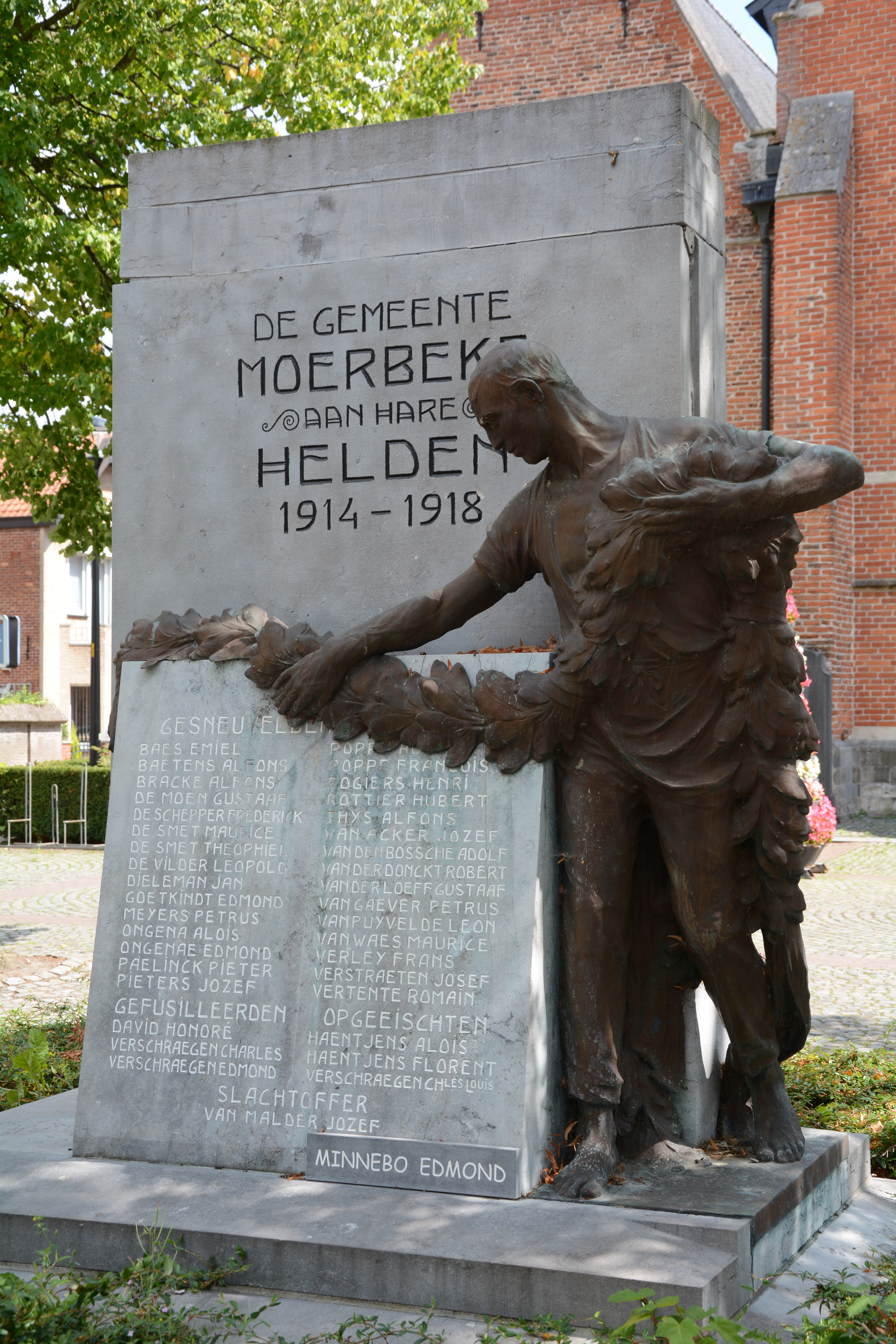
Monument commémoratif de guerre Moerbeke
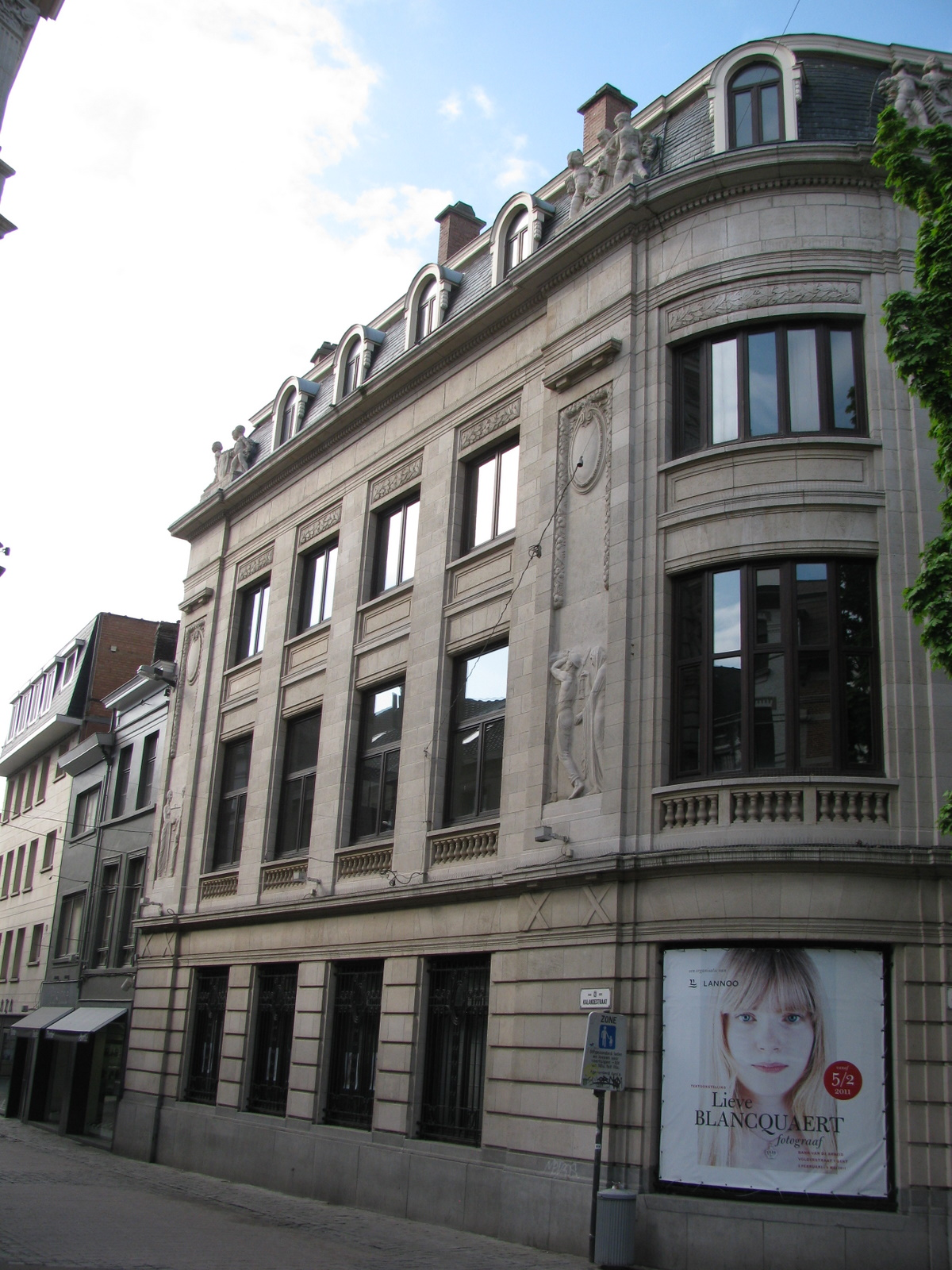
Banque du Travail Gand
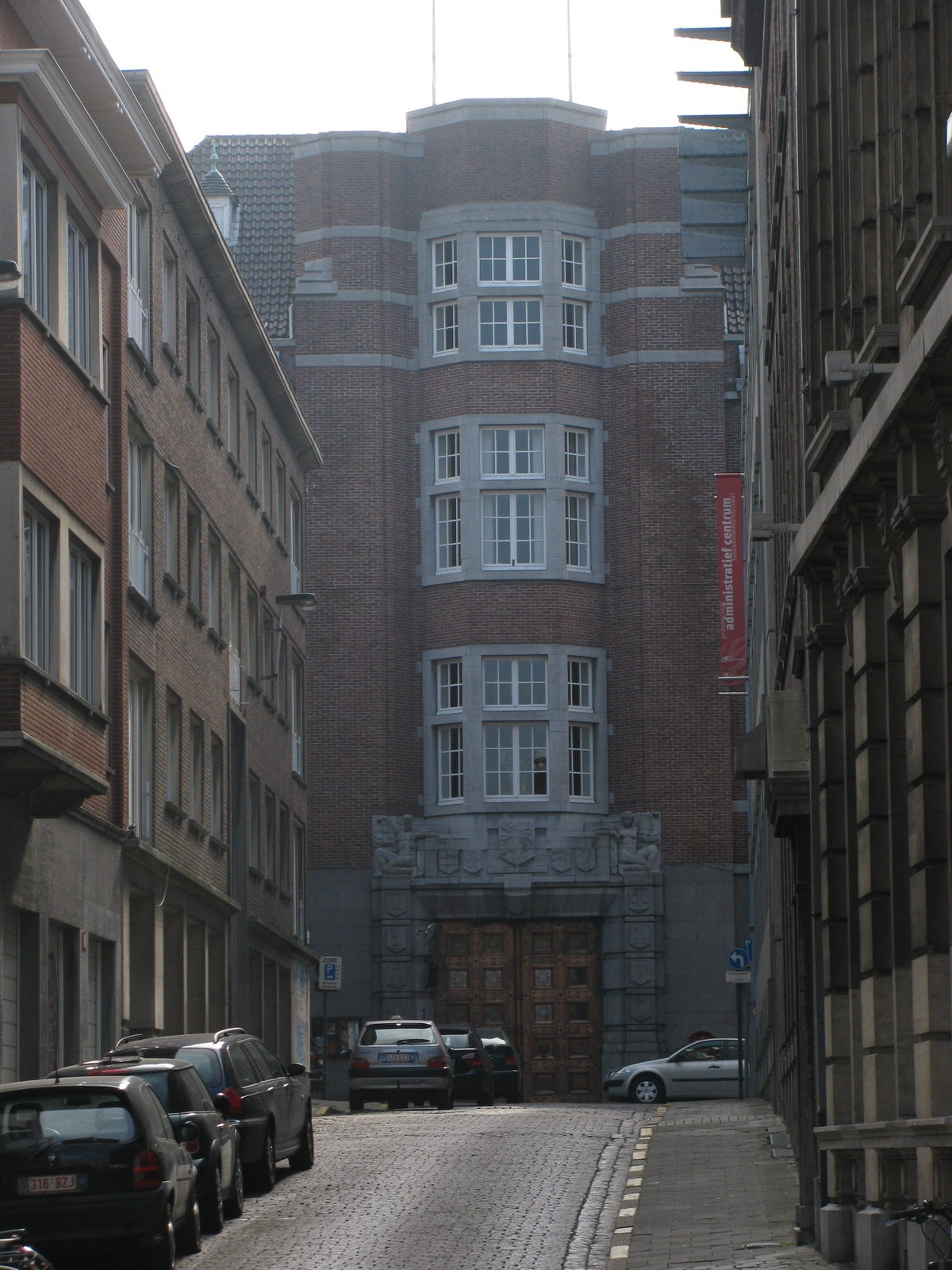
Portail Maison Provinciale Gand
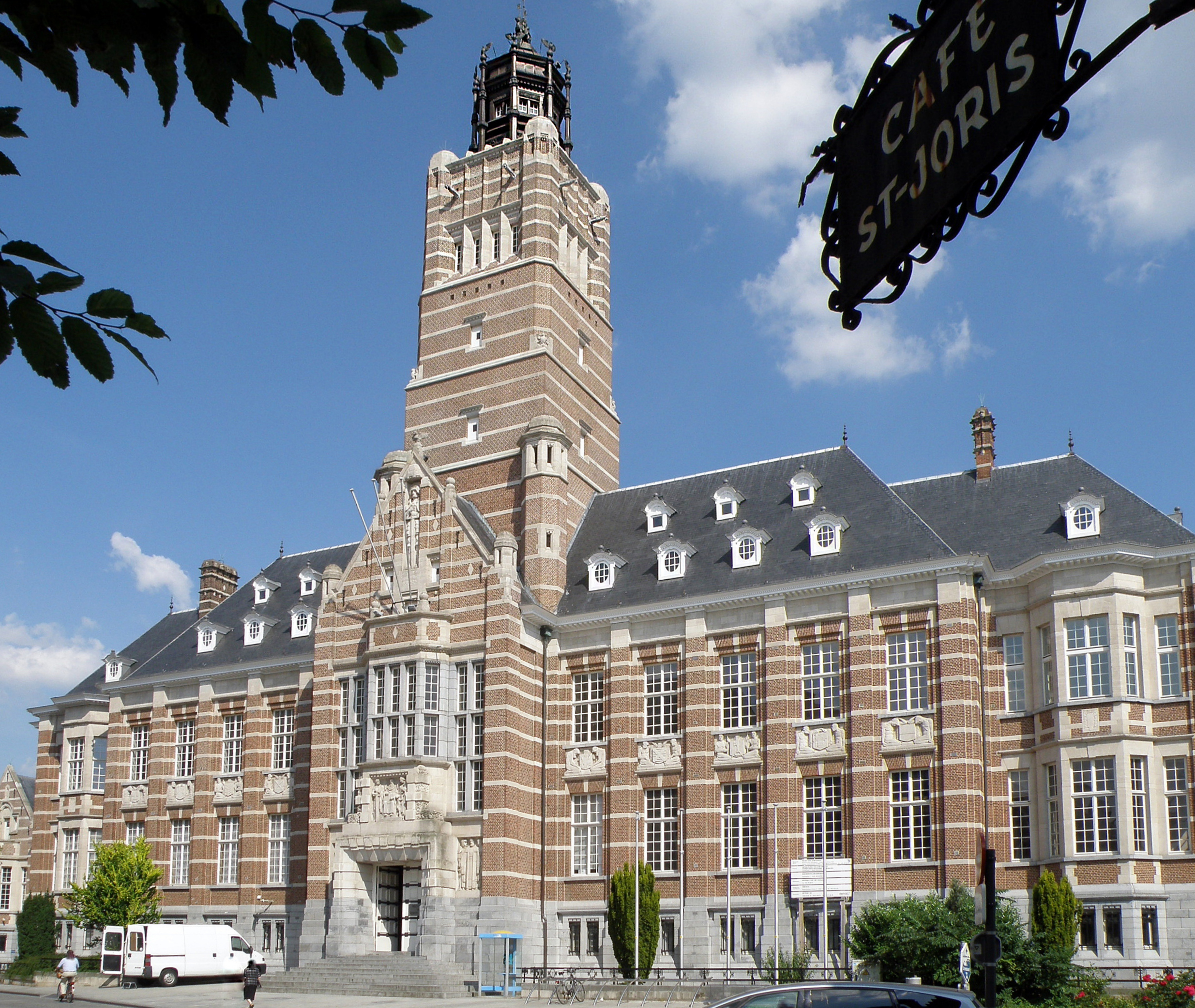
Palais de justice Termonde
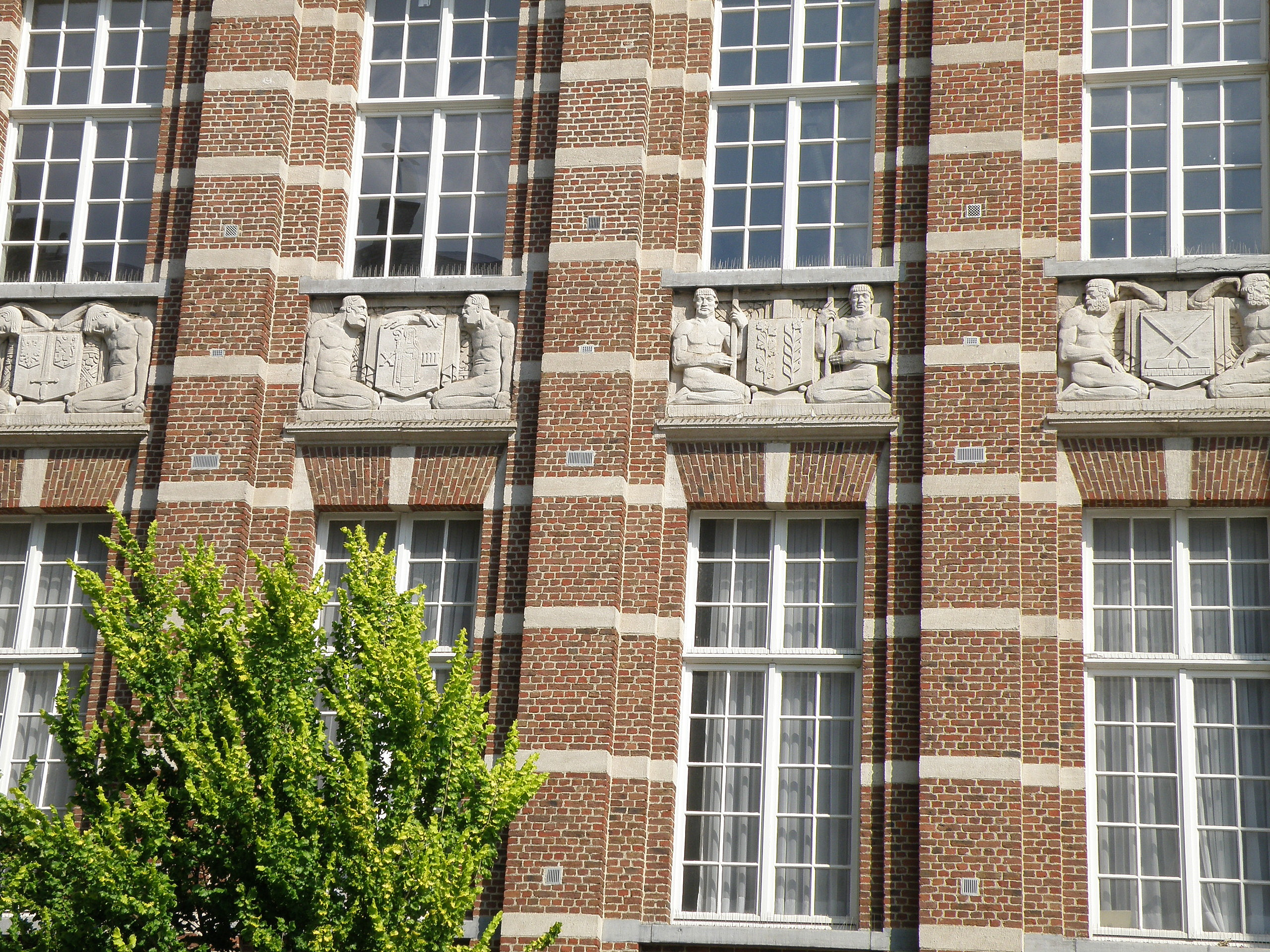
Palais de justice Termonde
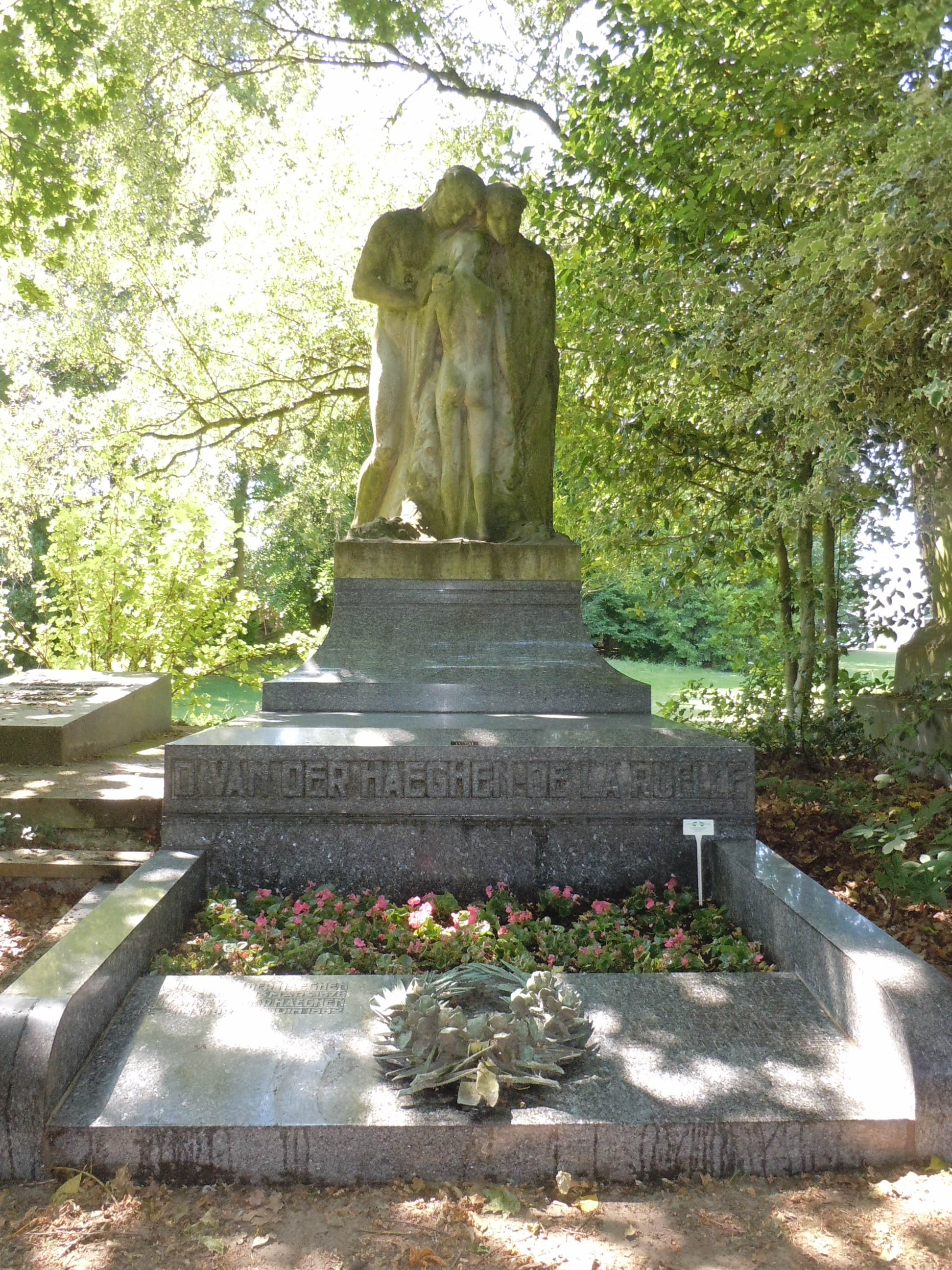
Cimetière Westerbegraafplaats Gand monument Vanderhaeghen-Delaruelle
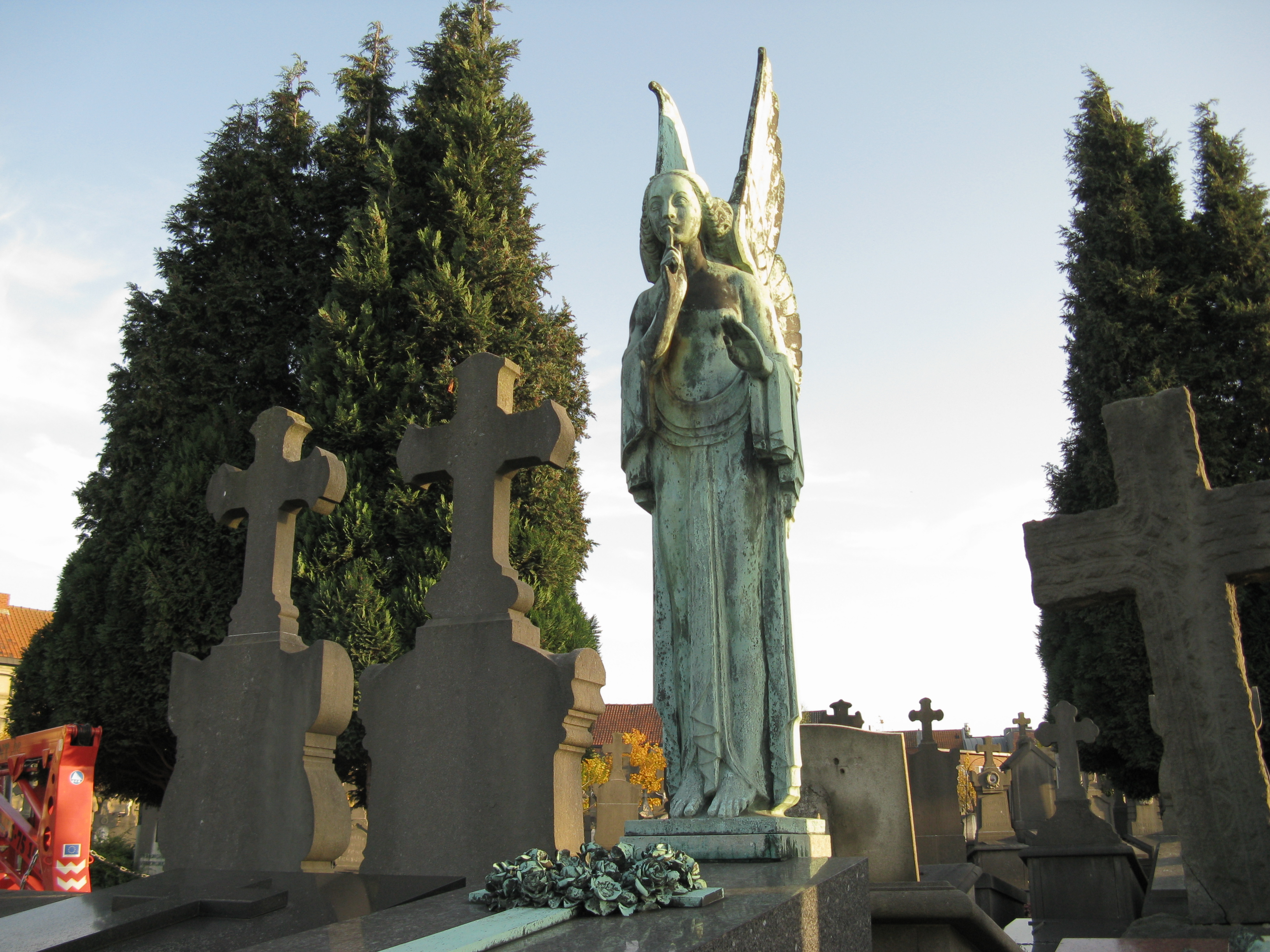
Cimetière Campo Santo Gand Statue tombeau Poelvoorde-Van De Voorde

## Littérature
- Geo Verbanck, "De techniek in de beeldhouwkunst", Brussel, Mededelingen van de Koninklijke Vlaamse Academie voor Wetenschappen, Letteren en Schone Kunsten van België, 1949
- Anthony Demey, "Geo Verbanck, beeldhouwer", Gent, Kleine Cultuurgids Provincie Oost-Vlaanderen, 1995 (version digitale - Néerlandais)
- Engelen & Marx, "La sculpture en Belgique à partir de 1830", Louvain, 2006, 4344 pages, tome VII, p.3949-3957
- Karel Verbanck, "Geo Verbanck, mijn vader", Oostende, édition privée, 2015
- Anthony Demey, "De Orpheus van Geo Verbanck", Fondation Geo Verbanck, 2015
- Anthony Demey, "Geo Verbanck - Medailles/medals", Sint-Niklaas, Fondation Geo Verbanck, 2016
- Anthony Demey, "De oorlogsmonumenten van Geo Verbanck", Sint-Niklaas, Fondation Geo Verbanck, 2018